# 欧特里沃 (弗里堡州)
欧特里沃（法語：Hauterive，法語發音：[otʁiv] ⓘ）是瑞士弗里堡州的市镇，位於該國西部，面積11.94平方公里，海拔高度680米，鎮上的修道院始於1138年，2011年人口2,226，人口密度每平方公里186人。

## 外部連結
- Official website （页面存档备份，存于） （法文）
- Hauterive Abbey website （页面存档备份，存于） （法文）

1. ↑  . 瑞士联邦统计署.   [2019年1月13日].
2. ↑  . 瑞士联邦统计署. 2019年4月9日  [2019年4月11日].